# Фриз
Фризът (от латински frisium, през френски frise – украшение) е дълга хоризонтална ивица, средната част от антаблемана, разположена между архитрава и корниза. Понякога е украсена с абстрактна, флорална или фигурна композиция, изпълнена в релеф, друг път е изрисувана или съвсем гладка.
Извън строгите канони на класическата архитектура, фриз може да се нарече връхната част на сграда, между основната греда и корниза, ако тя е украсена с орнаменти, оцветена по някакъв начин или изрисувана с изображения. Същото се отнася и до вътрешните помещения, при които горната част на стената е украсена по някакъв начин.
Терминът също така се отнася до всяка дълга и тясна хоризонтална лента, използвана за декоративни цели. Може да се отнася до външната, украсена част на паркет или килим, както и горната част на предмет, украсен с живописни изображения, независимо от начина на тяхното изпълнение.

## Архитектурни стилове
Предполага се, че фризът вероятно е възникнал поради необходимостта да се увеличи височината на антаблемана, който поема тежестта на тавана над отворения перистил.
- Дорийски стил — фризът е разчленен на метопи и триглифи, като метопите могат да останат гладки, релефно украсени, или изрисувани.[1] Триглифите при него съответстват на челата на носещите греди при старите дървени покриви.[4]

- Йонийски стил — понякога фризът се оставя гладък, но обикновено е цялостно украсен с релефни изображения.[1] Има чисто декоративни функции и вероятно не е съществувал в по-ранни времена, съдейки по ликийските скални гробници.[4]

При портика на Ерехтейона с кариатидите също липсва какъвто и да е фриз. От друга страна, на Атинския акропол има изработен фриз, при който фигурите са с височина от 61 cm, издълбани в бял мрамор и прикрепени със скоби към фон от черен елевстински мрамор.
В някои от римските храмове, като Храма на Антонин и Фаустина на Римския форум и Храма на Слънцето, релефите по фриза са сложно издълбани и в по-късен етап получават изпъкнала форма.
- Коринтски стил – както при йонийския, фризът е изцяло украсен с релефи.[1]
- Композитен стил — както при йонийския, украсен с релефи по цялата си дължина.[1]
- Тоскански стил – фризът винаги е гладък, без никаква украса.[1]

- Романски стил – фризовете са няколко вида – зъборезен, диамантен, квадратен (шахматен), дъговиден.[1]
- Римските сгради — фризът е украсен с растителни мотиви като акантови листа (растението меча стъпка) и гирлянди.[2]
- Късноримските и много ренесансови структури — профилът на фриза представлява изпъкнала крива и е известен като дъговиден фриз.[2]

## Партенонът
Най-известният от декоративни фризове е несъмнено този на върха на външната стена на Партенона, точно под тавана на портика. Висок е 101 cm, дълъг 160 метра и се извива около цялата сграда по перистила. Характеризира се с превъзходен художествен дизайн и безупречно изпълнение. Цялата скулптурна украса на Партенона е предназначена да прославя богинята Атина и нейния град. Фризът на храма е считан за един от най-добрите представители на класическото изкуство и е перфектен израз на гръцката скулптура от средата на 5 век пр.н.е. Това е най-известният пример за класическа архитектурна скулптура. Метопите са украсени с релефни изображения на тържествена процесия по време на Панатенеите в Атина. При цялото си композиционно единство, фризът впечатлява с разнообразието си от фигури. От повече от 500 фигури на юноши, мъже, жени, старци и коне, нито една не се повтаря, а движението на хората е предадено с удивителна динамика. Фризът почти по цялата западна фасада съществува на място, но около половината се намира в Британския музей, а останалата част е в Атина или разпръсната по други музеи.

## Маите
Фризове са намирани в много части на света. Интересно е, че през август 2013 година археологът Франсиско Естрада открива интересен фриз и в маянска пирамида в Гватемала. Той е украсен със скулптурни изображения на божества и владетели и на него има дълъг надпис. Както едните, така и другите фигури носят декоративни шапки и бижута и седят върху главите на различни чудовища. Изследователите все още се опитват да разчетат надписа на този фриз.